# Arthrocnemum ambiguum
Arthrocnemum ambiguum är en amarantväxtart som först beskrevs av Marc Micheli, och fick sitt nu gällande namn av Horace Bénédict Alfred Moquin-Tandon. Arthrocnemum ambiguum ingår i släktet Arthrocnemum och familjen amarantväxter. Inga underarter finns listade i Catalogue of Life.